# María Teresa Tellería
María Teresa Telleria Jorge (Bilbao, 1950) es una farmacéutica y micóloga española. Ha realizado expediciones en Europa, selvas y ríos de África y Latinoamérica
Es doctora en farmacia por la Universidad Complutense de Madrid, y desarrolla su actividad científica y académica en el Real Jardín Botánico, en el "Departamento de Micología", especializada en el diseño y metodologías en inventarios cualitativos de biodiversidad. Fue directora del Real Jardín Botánico desde 1994 a 2006, y su vicedirectora de 1985 a 1994, ambos cargos el primero en 250 años de ser ejercido por una mujer.

## Publicaciones
- J. Fernández-López, M.T. Telleria, M. Dueñas, A.W. Wilson, M. Padamsee, P.K. Buchanan, G.M. Mueller, M.P. Martín. 2019. Addresing the diversity of Xylodon raduloides complex through integrative taxonomy. IMA-Fungus 10:2 (pag. 1–20). doi:10.1186/s43008-019-0010-x

- M.P. Martín MP, L-F. Zhang, J. Fernández-López, M. Dueñas, J.L- Rodríguez-Armas, E. Beltrán-Tejera, M.T. Telleria. 2018. Hyphoderma paramacaronesicum sp. nov. (Meruliaceae, Polyporales, Basidiomycota), a cryptic lineage to H. macaronesicum. FUSE, Fungal Systematics and Evolution 2: 57–68. doi:10.3114/fuse.2018.02.05.

- P. Crous et al.. 2018. Fungal Planet Description Sheets 785–867. Persoonia 41: 238-417. doi:20.3767/persoonia.2018.41.12

- M.T. Telleria, M. Dueñas, M.P. Martín. 2017. Three new species of Hydnophlebia (Polyporales, Basidiomycota) from the Macaronesian Islands. MycoKeys 27: 39–64. doi:10.3897/mycokeys.27.14866

- S. Nogal-Prata, N. Maekawa, T. Matozaki, M. Dueñas, M.P. Martín, M.T. Telleria. 2017. Based on DNA sequences of ITS and rpb2, Amylostereum orientale is reported for the first time in Japan. Mycoscience. 58 (3): 169–173.  doi:10.1016/j.myc.2016.12.005

- P. Crous et al.. 2016. Fungal Planet Description Sheets 479–557. Persoonia 37: 218–403. doi:10.3767/003158516X694499

- M. Sulzbacher, T. Grebenc, M.A. García, B.D.B. Silva, A. Silveira, Z.I. Antoniolli, P. Marinho, B. Müsenberger, M.T. Telleria, I.G. Baseia, M.P. Martín. 2016. Molecular and morphological analyses confirm Rhizopogon verii as a frequent ectomycorrhizal false truflle in Europe, and its presence in South America. Mycorrhiza 26: 377–388. doi:10.1007/s00572-015-0678-8.

- M.P. Martín, R.H.S.F. Cruz, M. Dueñas, I.G. Baseia, M.T. Telleria. 2015. Cyathus lignilantanae sp. nov, a new species of bird’s nest fungi (Basidiomycota) from Cape Verde Archipelago. Phytotaxa 236 (2): 161–172. doi: 10.11646/phytotaxa.236.2.5.

- P. Crous et al.. 2015. Fungal Planet Description Sheets: 320–370. Persoonia 34: 167–266. doi:10.3767/003158515X688433.

- M.T. Telleria, M. Dueñas, I. Melo, I. Salcedo, M.P. Martín. 2015. Spelling out Jaapia species'. Mycological Progress 14 (8): 1–9. doi:10.1007/s11557-015-1081-8.

- C. Schoch et al.. 2014. Finding needles in haystacks: linking scientific names, reference specimens and molecular data of Fungi. DATABASE-Oxford 2014: 1–21. doi:10.1093/database/bau061

- M.T. Telleria, M. Dueñas, M.P. Martín. 2014. Sitotremastrum chilensis (Trechisporales, Basidiomycota), a new species from Chilean Patagonia. Phytotaxa 158 (1): 093–098. doi:10.11646/phytotaxa00.0.0.

- U. Kõljag et al.. 2013. Towards a unified paradigm for sequence-based identification of Fungi. Molecular Ecology 22 (21): 5271–5277. doi:10.1111/mec.12481.

- P. Crous et al.. 2013. Fungal Planet Description Sheets: 154–213. Persoonia 31: 188–296. doi:10.3767/003158513X675925

- M. Kemler, M.P. Martín, M.T. Telleria, A. Schäfer, A. Yurkov, D. Begerow. 2013. Contrasting phylogenetic patterns of anther smuts (Pucciniomycotina: Microbotryum) reflect phylogenetic patterns of their caryophyllaceous hots. Organisms Diversity & Evolution. 13: 111–126. doi:10.1007/s13127-012-0115-1.

- M.T. Telleria, I. Melo, M. Dueñas, I. Salcedo, E. Beltrán-Tejera, J.L. Rodríguez-Armas, M.P. Martín. 2013. Sistotremastrum guttuliferum: a new species from the Macaronesian islands. Mycological Progress. 12: 687–692. Doi:10.1007/s11557-012-0876-0

- C. Schoch, K.A. Seifert, S. Hundorf,  V. Robert, J.L. Spouge, E. Bolchacova & Fungal Barcoding Group. 2012. The internal transcribed spacer as a universival DNA barcode marker for fungi. PNAS 109(6): 5907–6354. doi:10.173/pnas1117018109

- M. Kemler, M.P. Martín, M. T. Telleria, A.M. Schäfer, A. Yorkov, D. Begerow. 2012. Contrasting phylogenetic patterns of anther smuts (Pucciniomycotina: Mycrobotryum) reflect phylogenetic patterns of their caryophyllaceous hosts. Org. Divers. Evol. DOI 10.1007/s13127-012-0115-1

- I. Melo, J. Cardoso, M. Dueñas, M. T. Telleria, I. Salcedo. 2012. Peniophora aluticolor, an orphaned species restudied. Nova Hedwigia 93: 437-440

- M.T. Telleria, I. Melo, M. Dueñas, I. Salcedo, E. Beltrán-Tejera, J.L. Rodríguez-Armas, M.P. Martín. 2012. Sistotremastrum guttuliferum: a new species from the Macaronesian islands. Mycological Progress. 6 pp. DOI 10.1007/s11557-012-0876-0

- -------------------------, M. Dueñas, E. Beltrán-Tejera, J.L. Rodíguez-Armas, M.P. Martín. 2012. A new species of Hyphoderma (Meruliaceae, Polyporales) and its discrimination from closely-related taxa. Mycologia 104: 1121-1132 http://dx.doi.org/10.3852/11.344

- -------------------------, ----------------, I. Melo, E. Beltrán-Tejera, J.L. Rodríguez-Armas, I. Salcedo, M.P. Martín}}. 2012. Gloeocystidiellum kenyense in Azores and Madeira. Mycotaxon 119: 337-343. http://dx.doi.org/10.5248/119.337

- -------------------------. 2011. Los hongos. Vol. 22 de ¿Qué sabemos de...? Editor CSIC, Consejo Superior de Investigaciones Científicas, 126 pp. ISBN 840009316X, ISBN 9788400093167

- I. Melo, J. Cardoso, M.T. Telleria. 2007. Annotated List of Polypores for the Iberian Peninsula and Balearic Islands. Vol. 203 de Bibliotheca Mycologica Series. Edición ilustrada de Gebruder Borntraeger Verlagsbuchhandlung, Sci. Publ. 183 pp. ISBN 3443591051, ISBN 9783443591052

- C. Aedo, M. T. Telleria, M. Velayos, T. Almaraz. 1999. Bases documentales para la flora de Guinea Ecuatorial: plantas vasculares y hongos. Editor Consejo Superior de Investigaciones Científicas, Real Jardín Botánico, 414 pp.

- M. Teresa Telleria. 1998. La comisión naturalista de Löfling en la Expedición de Límites al Orinoco. Con Pilar San Pío Aladrén. Edición ilustrada de Real Jardín Botánico, 237 pp. ISBN 8477825610, ISBN 9788477825616

- -------------------------, ireneia Melo. 1995. Aphyllophorales resupinatae non poroides: Acanthobasidium-Cystostereum. Vol. 1 de Flora mycologica Ibérica ISBN 3443650058, ISBN 9783443650056 Vol. 1 de Aphyllophorales. Edición ilustrada de Real Jardín Botánico, 223 pp. ISBN 3443650066, ISBN 9783443650063

- M. Teresa  Telleria. 1995. Flora Mycologica Iberica. Editor J. Cramer in der Gebr. Borntraeger Verlagsbuchhandlung, ISBN 3443650058, ISBN 9783443650056

- Margarita Dueñas, M. Teresa Telleria. 1988. Aphyllophorales cántabro-astures. Vol. 5 de Monografías del Real Jardín Botánico Ruizia, de Prace Naukowe, ISSN 0212-9108 Edición ilustrada de Editorial CSIC - CSIC Press, 262 pp. ISBN 8400067959, ISBN 9788400067953 en línea

- M. Teresa Telleria. 1980. Contribución al estudio de los Aphyllophorales españoles. Vol. 74 de Bibliotheca Mycologica Series, ISSN 0067-8066 Edición ilustrada de Lubrecht & Cramer, Ltd. 464 pp. ISBN 3768212742, ISBN 9783768212748

### Como editora
- 2004. Cuadernos de trabajo de flora micológica ibérica. Vol. 20: Bases corológicas de flora micológica ibérica. Adiciones números 2179-2238. Eds. María Teresa Telleria y CSIC - CSIC Press, 120 pp. ISBN 8400082370, ISBN 9788400082376 en línea

- 1993. Bases corológicas de flora micológica ibérica. N.º. 376-692, Vol. 376, N.º. 692. Vol. 7 de Cuadernos de trabajo de flora micológica ibérica, ISSN 1132-0605 305 pp. ISBN 8400073673, ISBN 9788400073671 en línea

- La abreviatura «Tellería» se emplea para indicar a María Teresa Tellería como autoridad en la descripción y clasificación científica de los vegetales.[6]